# Ole-Johan Dahl
Ole-Johan Dahl (Mandal, Noorwegen, 12 oktober 1931 - Asker, Noorwegen, 29 juni 2002) was een Noors informaticus. Samen met Kristen Nygaard ontwikkelde hij het objectgeoriënteerde programmeerparadigma. Hun programmeertaal Simula was de eerste programmeertaal die objectgeoriënteerde concepten gebruikte. In 2001 ontvingen zij beiden hiervoor de Turing Award.

## Loopbaan
Dahl behaalde een mastergraad in wiskunde aan de Universiteit van Oslo. In 1952 ging Dahl werken bij het Noorse Forsvarets forskningsinstitutt (Norvegian Defense Research Establishment) dat onderzoek doet naar militaire technologieën. In 1963 ging Dahl werken bij het Norsk Regnesentral (Norwegian Computing Center) waar Nygaard werkzaam was.
In de jaren 60 ontwikkelden Dahl en Nygaard de programmeertalen Simula I (in de periode 1961 - 1965) en Simula 67 (in de periode 1965 - 1968) voor simulaties. Deze talen gebruikten concepten als klassen, objecten en overerving.
In 1968 werd Dahl professor aan de Universiteit van Oslo voor informatica. Hiermee werd informatica opgericht als vakgebied aan deze universiteit. Zijn onderzoek richtte zich op formele methoden en formele verificatie van objectgeoriënteerde code. Samen met Tony Hoare publiceerde hij Hierarchical Program Structures dat ook verscheen in het boek Structured Programming van Dahl, Dijkstra en Hoare.
In 2001 ontving hij samen met Kristen Nygaard de Turing Award van de Association for Computing Machinery voor hun werk over objectgeoriënteerd programmeren:
For ideas fundamental to the emergence of object oriented programming, through their design of the programming languages Simula I and Simula 67— Association for Computing Machinery
Samen met Nygaard ontving hij in 2002 ook de John von Neumann Medal van het IEEE. In 2000 werden hij en Nygaard benoemd tot Commandeur in de Noorse Orde van Sint-Olaf.